# Harmar Nicholls
Harmar Nicholls (n. 1 noiembrie 1912 – d. 15 septembrie 2000) a fost un om politic britanic, membru al Parlamentului European în perioada 1979-1984 din partea Regatului Unit. 
1. 1 2  Harmar Harmar-Nicholls, Baron Harmar-Nicholls, The Peerage, accesat în 9 octombrie 2017
2. 1 2 3 4  The Peerage
3. ↑  Deputații în Parlamentul European
4. 1 2 3 4 5 6 7  Hansard 1803–2005